# Masacre de Tiberíades
La Masacre de Tiberíades se llevó a cabo el 2 de octubre de 1938 durante la Revuelta árabe de Palestina de 1936-1939, en la ciudad de Tiberíades.

## Acontecimientos
Tras infiltrarse en el barrio judío de Kiryat Shmuel, un grupo de agitadores árabes mataron a 19 judíos en Tiberíades, 11 de los cuales eran niños. Durante la masacre, los 70 árabes armados prendieron fuego a las casas de los judíos y a la sinagoga local. En una de las casas, murió una madre junto a sus cinco hijos. En el momento del ataque había sólo 15 guardias judíos custodiando un vecindario de más de 2000 personas. El antiguo bedel de la sinagoga fue apuñalado hasta la muerte, y los cuatro componentes de otra familia fueron asesinados. La costa del Mar del Kineret permaneció sin vigilancia pues se creía que era la dirección menos probable de un ataque. Dos guardias judíos murieron durante el acontecimiento.
Un representante del mandato de Gran Bretaña en la región reportó lo siguiente en alusión al acto: "Fue sistemáticamente organizado y severamente ejecutado. De los 19 judíos muertos, incluyendo mujeres y niños, todos, salvo cuatro, fueron apuñalados hasta la muerte por las pandillas".
Luego de la masacre, el Irgún propuso llevar a cabo una acción de represalia junto a la Haganá, pero ésta no estuvo de acuerdo. Poco tiempo después, árabes de Tiberíades asesinaron al alcalde judío, Isaac Zaki Alhadif, el 27 de octubre del mismo año. La Haganá envió una comisión para investigar el fallo en la defensa de la ciudad, comisión liderada por Yosef Avidar, quien años después se convertiría en Aluf de las Fuerzas de Defensa de Israel.